# Sullivan & Cromwell
Sullivan & Cromwell è uno studio legale internazionale statunitense, con sede nel Financial District di Manhattan e altri 12 uffici tra Stati Uniti, Australia, Belgio, Cina, Francia, Germania, Giappone, Hong Kong e Regno Unito.
Fa parte del ristretto gruppo di studi legali internazionali componenti la categoria Global Elite secondo la rivista specialistica The Lawyer.

## Storia
Fondato nel 1879 dagli avvocati Algernon Sydney Sullivan e William Nelson Cromwell, Sullivan & Cromwell prestò consulenza al banchiere John Pierpont Morgan nell'ambito della creazione della Edison General Electric (1882), e in seguito guidò i principali attori coinvolti nella formazione della U.S. Steel (1901). Cromwell sviluppò inoltre il concetto di holding company, convincendo il New Jersey a includere la nozione nel diritto statale per consentire alle società interessate di evitare le leggi antitrust. L'azienda ha in seguito lavorato con aziende di scarso successo durante gli instabili decenni precedenti l'istituzione delle moderne leggi federali sul fallimento, servendo da pioniere nella riorganizzazione di soggetti insolventi attraverso quello che divenne noto come il "piano Cromwell".
Là dove il periodo successivo alla prima guerra mondiale vide un crescente bisogno di finanziamenti, Sullivan & Cromwell progettò molti degli accordi di capitale e di debito dell'epoca, inclusi 94 contratti di prestito a mutuatari europei in un periodo di sette anni. L'attività dello studio si espanse notevolmente durante gli anni '30, quando iniziò a rappresentare le società che si trovavano ad affrontare una maggiore regolamentazione, e divenne per qualche tempo il più grande studio legale del mondo. Durante la Grande depressione, la società si inserì nei settori emergenti delle azioni shareholder derivative, di quelle antitrust, nonché di azioni sull'imposta sul reddito e sulla registrazione ai sensi del Securities Act del 1933. L'azienda ha inoltre sviluppato la prima importante dichiarazione di registrazione ai sensi del Securities Act del 1933 e ha influenzato lo sviluppo del diritto tributario nel settore dei fondi comuni di investimento.
Nel 1956, Sullivan & Cromwell seguì gli aspetti legali dell'offerta da 643 milioni di dollari della Ford Motor Company, all'epoca la più consistente mai realizzata. L'evoluzione delle tendenze aziendali ha continuato a riflettersi nell'organizzazione dell'azienda; una practice bancaria è stata costituita nel 1968 e un'unità M&A (fusioni e acquisizioni) formata nel 1980, quando queste cominciarono a prendere piede nel panorama internazionale.
Sullivan & Cromwell è stato inoltre uno dei primi studi legali statunitensi ad aprire uffici all'estero, con il primo ufficio a Parigi inaugurato nel 1911.

## Controversie
È stato documentato il coinvolgimento di Sullivan & Cromwell nel colpo di Stato avvenuto in Guatemala nel 1954, in ragione del servizio legale svolto a favore della United Fruit Company. Questa fece pressioni sul presidente Dwight Eisenhower e sul segretario di Stato John Foster Dulles (ex impiegato dello studio) a deporre il presidente guatemalteco Jacobo Arbenz, il quale si era reso protagonista di una decisa politica di nazionalizzazione delle principali infrastrutture nel Paese centroamericano. L'operazione fu orchestrata dall'allora direttore della CIA, Allen Welsh Dulles (anch'egli ex membro dello studio), e condusse all'instaurazione di una dittatura filo-statunitense in Guatemala.